# GKN
GKN plc（ジーケーエヌ ピーエルシー）は、イギリス有数のエンジニアリング企業である。現在は投資ファンドメルローズ・インダストリーズの傘下にある。
会社の起源は産業革命が始まろうとしていた1759年まで遡るが、直接的にはゲスト、キーン・アンド・ネトルホールズ (Guest, Keen & Nettlefolds Ltd; GKN) の創立が発端である。

## 社史
トーマス・ルイスとアイザック・ウィルキンソンによってウェールズのダウレイス村で、ダウレイス・アイアン社 (Dowlais Iron Company) が設立される。1767年にジョン・ゲストが経営者に任命されてから、新基軸を取り入れた製品を世に送り出し、これらは成功を収めた。このことから、世界を見ても巨大な産業コンツェルンの1つとまで言われるようになった。
1856年にベッセマー製鋼法のライセンスを取得したが、緻密な計画とそのプロジェクトを監督する人員が必要となった。翌年、G・T・クラーク (G. T. Clark) とウィリアム・メネラーオスによって圧延機「ゴートミル」が開発され、これは当時世界一の性能であった。製鉄の開始はライセンス取得から9年後になってしまったが、コンセット (Consett Iron Company) やドイツのクルップと協定を結ぶことで低コストの製造方法を獲得した。
1900年7月9日、パテント・ナット・アンド・ボルト (Patent Nut and Bolt Company) の創設者であるアーサー・キーン (Arthur Keen) による買収で、ダウレイス・アイアンを吸収合併し、ゲスト・キーン (Guest, Keen & Co. Ltd) が設立され、その2年後にはウェスト・ミッドランズに位置するネトルホールズ (Nettlefolds Ltd) も吸収し、ゲスト、キーン・アンド・ネトルホールズが設立された。これらの合併によって垂直的統合が行われ、製鉄や製鋼の事業を廃止して石炭や鉱石の抽出業務に集中した。
ゲスト、キーン・アンド・ネトルホールズは広範な事業を扱うようになり、1966年にバーミンガムのCVジョイント製造メーカーであるハーディ・スパイサー (Hardy Spicer Limited) を買収した。当時はCVジョイントの適用性が乏しく、1936年にアルフレッド・ゼッパが改良した設計でさえ用途がなかった。しかし、1959年にアレック・イシゴニスによって開発された小型自動車のMiniの登場で事態は急変した。このMiniには革新的な前輪駆動が用いられ、その技術にCVジョイントが見出されたのであった。1980年代にゲスト、キーン・アンド・ネトルホールズは新たなCVジョイントの開発に乗り出したが、これは1991年に計画を中止した。それでも、1970年代から前輪駆動システムの開拓によって急成長を遂げ、同業者の買収と市場43%のシェア獲得に至った。
その後、社名をGKN plcに変更し、ファスナーや製鋼事業から手を引いて、軍用車両製造や航空宇宙産業へ参入した。1994年にヘリコプターの製造メーカーウエストランド・エアクラフトを買収したが、軍用車両の製造部門をアルヴィス plcに売却した。さらに、2000年にはイタリアのフィンメッカニカとヘリコプター製造部門の合併に合意し、アグスタウェストランドを設立したが、これも株式をフィンメッカニカに売却して手放した。しかし、2008年に1億5千万ポンドでエアバスのブリストル工場を買収して航空宇宙産業を維持している。また、粉末冶金による金属部品製造を拡大させ、GKNシンターメタルズ (GKN Sinter Metals) が世界的な企業グループとして成功している。2012年、スウェーデンの大手メーカー・ABボルボの航空宇宙部門・ボルボ・エアロを買収した。
2018年3月、投資ファンドメルローズ・インダストリーズによる買収受け入れを表明、翌4月よりその傘下企業となった。